# Antiblemma peruda
Antiblemma peruda är en fjärilsart som beskrevs av William Schaus 1911. Antiblemma peruda ingår i släktet Antiblemma och familjen nattflyn. Inga underarter finns listade i Catalogue of Life.